# I Am Very Far
I Am Very Far è il sesto album in studio del gruppo musicale indie rock statunitense Okkervil River, pubblicato nel 2011.

## Tracce
Testi e musiche di Will Sheff.
1. The Valley – 3:50
2. Piratess – 4:00
3. Rider – 4:25
4. Lay of the Last Survivor – 3:51
5. White Shadow Waltz – 4:26
6. We Need a Myth – 4:38
7. Hanging from a Hit – 5:16
8. Show Yourself – 5:20
9. Your Past Life as a Blast – 5:32
10. Wake and Be Fine – 3:25
11. The Rise – 6:16

## Formazione
Gruppo
- Will Sheff - chitarre, tastiere, voce, piano
- Scott Brackett - sintetizzatore, vibrafono, piano, sampler
- Brian Cassidy - chitarre, voce
- Jonathan Meiburg - angklung, voce
- Patrick Pestorius - basso, voce
- Lauren Gurgiolo - chitarre
- Justin Sherburn - piano, organo, fisarmonica
- Cully Symington - batteria, percussioni

Collaboratori principali
- Nicole Atkins - voce
- Joy Askew - voce
- Stephen Belans - timpani, batteria
- Beth Wawerna - voce
- Zachary Thomas - basso
- Jeff Johnson - chitarra